# Karantraw
Karantraw (ros. Карантрав) – wieś (sieło) w Rosji, w Baszkortostanie, w rejonie biełokatajskim. W 2010 liczyła 264 mieszkańców.